# Hodoš
Hodoš (węg. Hodos, Őrihodos) – wieś w Słowenii, w regionie Pomurskim. Siedziba administracyjna gminy Hodoš. 1 stycznia 2017 liczyła 280 mieszkańców.